# Championnats de Tunisie d'athlétisme 1976
Navigation
1975 1977
Les championnats de Tunisie d'athlétisme 1976 sont une compétition tunisienne d'athlétisme se disputant en 1976.
Cette édition se dispute en l'absence de la plupart des meilleurs athlètes dont quatre sont retenus pour les Jeux olympiques de 1976 : Mohammed Gammoudi, Abdelkader Zaddem, Mansour Guettaya et Abdelaziz Bouguerra. Certaines athlètes, Fethia Jerbi qui a battu trois fois le record du lancer du disque, Kawthar Akermi qui a battu le record du saut en hauteur, Wissem Chennoufi qui a amélioré celui du lancer du javelot et Zohra Azaïez, détentrice du record du saut en longueur, performances réalisées quelques jours avant les championnats, n'y ont pas pris part. Seule la dernière a participé au pentathlon et n'a pas manqué de battre le record tunisien.
Avec douze titres, la Zitouna Sports remporte le championnat devant le Club africain (six titres).

## Palmarès
| Discipline            | Hommes                   | Hommes        | Femmes           | Femmes       |
| --------------------- | ------------------------ | ------------- | ---------------- | ------------ |
| 100 m                 | Mohamed Sassi            | 11 s 5        | Fatma Ben Hdar   | 13 s 2       |
| 200 m                 | Amor Ghimaji             | 22 s 4        | Fatma Ben Hdar   | 27 s 6       |
| 400 m                 | Mokhtar Herzi            | 50 s 8        | Nadia Glenza     | 1 min 1 s 7  |
| 800 m                 | Amor Lassoued            | 1 min 55 s 4  | Zeineb Derouiche | 2 min 22 s 8 |
| 1 500 m               | Hmida Gammoudi           | 3 min 57 s 8  | Jalila Douira    | 4 min 47 s 8 |
| 3 000 m               |                          |               | Jalila Douira    | 10 min 9 s 1 |
| 5 000 m               | Rabah Zaïdi              | 14 min 32 s 2 |                  |              |
| 10 000 m              | Houcine Makni            | 31 min 18 s 8 | -                | -            |
| 100 m haies           |                          |               | Mabrouka Kridene | 20 s 4       |
| 110 m haies           | Taoufik Zaouali          | 15 s 6        | -                | -            |
| 400 m haies           | Abdallah Rouine          | 54 s 3        | -                | -            |
| 3 000 m steeple       | Rabah Zaïdi              | 9 min 23 s 9  | -                | -            |
| Relais 4 × 100 mètres | Étoile sportive du Sahel | 44 s 5        | Zitouna Sports   | 52 s 6       |
| Relais 4 × 400 mètres | Zitouna Sports           | 3 min 27 s 1  | Zitouna Sports   | 4 min 11 s 1 |
| Saut en longueur      | Khaled Methenni          | 6,98 m        | Najet Larbi      | 4,58 m       |
| Triple saut           | Ali Ajmi                 | 14,70 m       | -                | -            |
| Saut en hauteur       | Kamel Chaïeb             | 1,90 m        | Zeineb Derouiche | 1,40 m       |
| Saut à la perche      | Non disputé              |               | -                | -            |
| Lancer du poids       | Mohamed Bahri            | 14,22 m       | Hédia Touati     | 11,74 m      |
| Lancer du disque      | Mohamed Bahri            | 41,38 m       | Hédia Touati     | 36,38 m      |
| Lancer du marteau     | Youssef Ben Abid         | 50,74 m       | -                | -            |
| Lancer du javelot     | Ali Memmi                | 71,10 m       | Zohra Ouertani   | 34 m         |
| 20 km marche          |                          |               |                  |              |
| Décathlon             |                          |               |                  |              |
| Pentathlon            |                          |               | Zohra Azaïez     | 3 457        |
| Marathon              | Brinis Habachi           |               |                  |              |